# Longitude
Pour un article plus général, voir Coordonnées géographiques.

Les méridiens passent par les pôles.

La longitude d'un point sur Terre (ou sur une autre sphère) est une coordonnée géographique représentée par une valeur angulaire, expression du positionnement est-ouest du point. Une longitude se mesure par rapport à une référence arbitraire qui, sur Terre, est généralement le méridien de Greenwich. Les points de même longitude appartiennent à un cercle épousant la courbure terrestre, coupant l'équateur à angle droit et reliant le pôle Nord au pôle Sud. Ce cercle est appelé « méridien ». À la différence des latitudes (positions nord-sud), qui bénéficient de l'équateur et des pôles comme références naturelles, il n’existe pas de telle référence pour les longitudes. Une longitude, généralement notée λ, est donc une mesure angulaire sur 360° par rapport à un méridien de référence, avec une étendue de −180°, vers l'ouest, à +180°, vers l'est,. Par convention, le méridien de référence, qui correspond aux points de longitude 0°, est le méridien de Greenwich.

## Historique

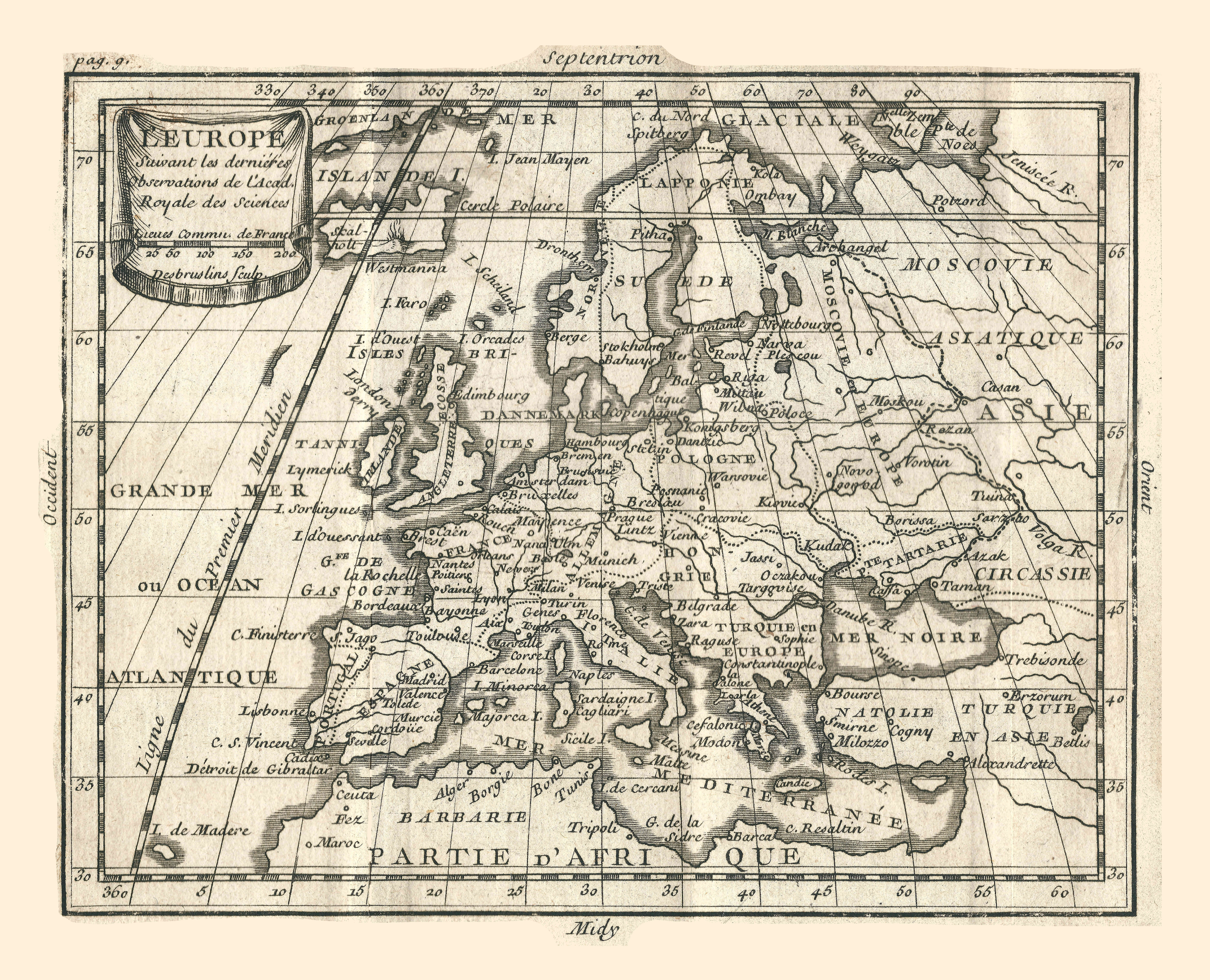
Carte de l'Europe, du milieu du XVIIIe siècle, qui donne un méridien 0 passant par les îles Canaries, selon une ordonnance de 1634 du roi Louis XIII de France.

Les astronomes britanniques choisirent comme méridien d'origine une ligne nord-sud passant par l'observatoire royal de Greenwich près de Londres au Royaume-Uni. Ce méridien est désormais utilisé comme méridien de référence pour le calcul des fuseaux horaires à la suite de la conférence internationale sur l’uniformisation des longitudes et de l’heure à Washington en 1884, où furent décidés à la fois le méridien Zéro et les 24 fuseaux horaires. Son équivalent français, le méridien de Paris donnait l'heure de Paris (heure légale française depuis 1891 qui avançait de 9 minutes et 21 secondes par rapport à l'heure de Greenwich et ne s'harmonisait pas au système des fuseaux horaires) et fut alors abandonné en contrepartie notamment d'une adoption du système métrique par les Anglais. Il fut jugé également inférieur à celui de Greenwich. En effet, l'observatoire de Greenwich, proche de la Tamise, était spécialisé dans le contrôle des montres de marine alors que le transport de ces montres par diligence entre l'Observatoire de Paris et les ports les déréglait quelque peu. Enfin, la majorité des marins du monde utilisaient comme éphéméride The Nautical Almanac se basant sur le méridien de Greenwich.

### Nécessité du calcul de la longitude
La mesure de la longitude est fondamentale pour la navigation, elle donne la position est-ouest du navire et permet de le situer sur les cartes. La recherche de la meilleure technique pour son calcul fut donc l'une des plus acharnées et importantes du XVIIIe siècle.
Devant le nombre d'accidents maritimes dus à l'absence de méthode suffisamment précise pour déterminer la position est-ouest des navires, le parlement britannique, sous la pression des commerçants et armateurs, vota une loi. Dans cette loi dite Longitude Act de 1714, la Grande-Bretagne offrait un prix de 20 000 livres sterling (plusieurs millions d'euros d'aujourd'hui) à toute personne capable de concevoir un moyen de déterminer la longitude de façon pratique, fiable, en toute circonstance à bord d'un bâtiment en mer.

### Méthodes astronomiques
Les astronomes britanniques pensaient que la solution se trouvait dans l'observation et la connaissance de la mécanique céleste, celle-ci étant d'une grande précision. Ils cherchèrent longuement, en se basant sur l'observation de différents astres, des planètes et de leurs satellites, et dressèrent des tables de prévision de position de ces objets célestes. Mais ces méthodes réclament des conditions difficiles à réunir sur les bâtiments en haute mer. Entre les mouvements imprévisibles des bateaux, les conditions atmosphériques idéales rares et une complexité des différentes mesures et calculs, aucune ne satisfaisait donc aux conditions édictées par la commission du Longitude act chargée d'examiner les différents projets et réalisations en compétition pour gagner les 20 000 £ .

### Utilisation du décalage horaire
La plus simple consiste à déterminer la différence entre l'heure (solaire) locale et l'heure (solaire) d'un méridien de référence. Mais pour exécuter ce calcul, il faut connaître l'heure précise au méridien de référence et l'heure locale exacte.
Les problèmes étaient de deux ordres :
- technologique : à cette époque et aujourd'hui encore, on appelle chronomètre toute horloge assez précise. Or aucun chronomètre n'était capable de fonctionner correctement en mer sur une longue durée ;
- physique : Les horloges à balancier ont une période qui dépend de g (valeur de l'accélération de la pesanteur), or celle-ci n'est pas constante à la surface du globe et, pire, elle est variable en mer où la houle provoque des décélérations et accélérations parasites ; de plus le ressort à spirale utilisé pour les chronomètres de poche a une période dépendante de la température.

Le défi était donc de réussir à fabriquer une horloge suffisamment précise, dont la période serait indépendante du lieu géographique et pourrait supporter les aléas d'un voyage sur toutes les mers du globe.
Celle-ci fut réalisée et même plusieurs fois améliorée, par John Harrison, horloger autodidacte en 1734. Il mit en application des travaux de Christian Huygens et de Robert Hooke sur le ressort à spirale et construisit un nouveau type de mécanisme. Il utilisa des alliages de laiton et d'acier afin de contrôler les dilatations. Son garde temps de marine H4 1755 avait une précision de ±4,5 secondes sur 10 jours. Le prix promis par la loi finit par lui être remis après bien des péripéties en 1773. Cependant, le système de positionnement astronomique prôné par Nevil Maskelyne, son concurrent, continua à être le plus utilisé, essentiellement pour des raisons de coût.
Les différents modèles de chronomètre d'Harrison sont aujourd'hui conservés à l'observatoire royal de Greenwich.

## Évolution
Cette méthode de calcul de la longitude est toujours d'actualité, en cas d'absence ou de défaillance des systèmes de positionnement électroniques. Les garde-temps (horloges) actuels sont parfaitement fiables.
Mais c'est surtout la radio au XXe siècle qui permit de connaître avec précision l'heure GMT (Greenwich mean time) en tout lieu du globe et donc de calculer la longitude du navire.
Depuis 1995, le système GPS, associant plusieurs satellites à un récepteur calculateur portatif, permet à tout navigateur de connaître instantanément sa vitesse de déplacement et sa position : longitude, latitude et altitude.